# Geometria euklidesowa

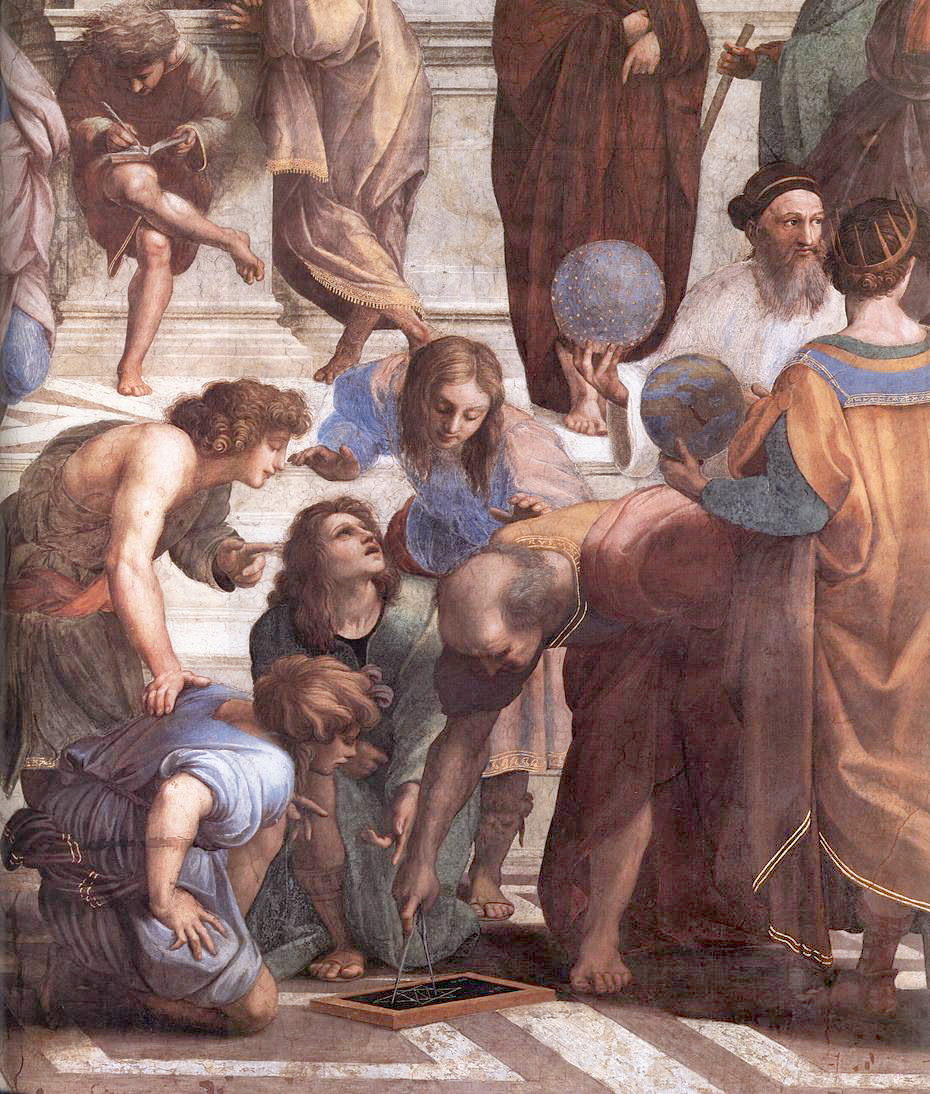
Szkoła Euklidesa w Atenach
(Obraz Raffaello Sanzio, 1509)

Strona z dzieła Elementy

Geometria euklidesowa – klasyczna odmiana geometrii opisana po raz pierwszy przez Euklidesa w dziele Elementy (z IV w. p.n.e.). Zebrał on całą ówczesną wiedzę matematyczną znaną Grekom, dziś jego dzieło przedstawia się jako pierwszą znaną aksjomatyzację w historii matematyki. Pierwotnie uprawiano ją jedynie na płaszczyźnie i w przestrzeni trójwymiarowej wiążąc ją jednocześnie ze światem fizycznym, który miała opisywać, nie dopuszczając tym samym możliwości badania innych odmian geometrii.
Dzieło Euklidesa nosi wyraźne ślady platońskiej koncepcji uprawiania matematyki. Ówczesna koncepcja liczby, kryzys wywołany odkryciem niewymierności, dopuszczanie do rozważań teoretycznych jedynie nieskończoności potencjalnej narzuciło pewien kanon metodologiczny, który widać w całym dziele Euklidesa. Np. pod pojęciem prostej rozumiano zawsze jakiś odcinek, który można było dowolnie przedłużać, w konstrukcjach geometrycznych stosowano jedynie liniały i cyrkle (bo jedynie proste i okręgi mogą ślizgać się same po sobie).  Konstrukcje te dziś  nazywa się konstrukcjami klasycznymi.  W 1833 r. udowodniono, że wszystkie takie konstrukcje można wykonać przy pomocy samego liniału, o ile tylko dany jest na płaszczyźnie pewien okrąg wraz ze środkiem (twierdzenie Ponceleta-Steinera); co więcej można je wykonać za pomocą samego cyrkla (twierdzenie Mohra-Mascheroniego).

## Aksjomaty Euklidesa

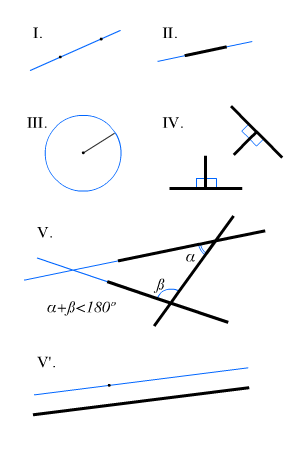

W ujęciu tradycyjnym, nazywanym geometrią syntetyczną, geometria euklidesowa przedstawiana jest jako system aksjomatyczny, w którym wszystkie twierdzenia muszą wynikać z aksjomatów, czyli zdań przyjmowanych z góry jako prawdziwe.
W podanym przez siebie systemie Euklides wyróżnił pięć aksjomatów lub pewników płaszczyzny nazywanej później również euklidesową:
1. Dowolne dwa punkty można połączyć odcinkiem.
2. Dowolny odcinek można przedłużyć nieograniczenie (uzyskując prostą).
3. Dla danego odcinka można zaznaczyć okrąg o środku w jednym z jego końcowych punktów i promieniu równym jego długości.
4. Wszystkie kąty proste są przystające.
5. Dwie proste, które przecinają trzecią w taki sposób, że suma kątów wewnętrznych po jednej stronie jest mniejsza od dwóch kątów prostych, przetną się z tej właśnie strony.

Dla geometrii na płaszczyźnie piąty z aksjomatów, tzw. postulat Euklidesa lub postulat równoległości, można sformułować również następująco:
„przez dany punkt nienależący do danej prostej można poprowadzić jedną prostą rozłączną z daną prostą”.

## Postulat Euklidesa
Piąty pewnik wywoływał wiele wątpliwości – sam Euklides unikał używania go w swym dziele tak długo, jak to było możliwe. Przez blisko 22 stulecia sądzono, że o wiele bardziej skomplikowany od pozostałych postulatów musi z nich wynikać. Z tego powodu szukano dowodów potwierdzających tę tezę. W XIX wieku okazało się, że jest on niezależny od pozostałych, a zastąpienie go innymi daje inne spójne geometrie. Dotychczas znaną geometrię nazwano euklidesową, a nowe – nieeuklidesowymi, wśród nich pierwszymi były geometria hiperboliczna oraz eliptyczna. Są to geometrie przestrzeni o krzywiźnie odpowiednio ujemnej i dodatniej. Geometria euklidesowa jest geometrią przestrzeni „płaskich”, czyli o krzywiźnie zerowej, nazywana jest także geometrią paraboliczną.

## Inne aksjomatyzacje
W drugiej połowie XIX w. zauważono również, że aksjomaty podane przez Euklidesa nie są wystarczające do udowodnienia prawdziwości lub fałszywości wszystkich zdań, które można wyrazić w języku tej teorii (tzn. system ten nie był zupełny). W 1882 r. niemiecki matematyk Moritz Pasch podał przykład takiego niedającego się udowodnić twierdzenia i włączył je do systemu jako kolejny aksjomat, tzw. aksjomat Pascha, innymi są np. twierdzenie Desargues’a lub twierdzenie Pascala.
Aksjomatyka Hilberta
Kolejne próby poprawienia systemu aksjomatów geometrii euklidesowej zostały zwieńczone w 1899 r. kompletnym ich zestawem podanym przez Davida Hilberta, który udowodnił jednocześnie niesprzeczność tego systemu. Aksjomatyka Hilberta, licząca pierwotnie 21 aksjomatów, później ograniczona do 20, jest dziś podstawą większości aksjomatycznych ujęć geometrii euklidesowej.
Aksjomatyka Birkoffa i Tarskiego
Powstały również inne systemy geometrii euklidesowej, z których najbardziej znane to aksjomatyka Birkhoffa i aksjomatyka Tarskiego. System stworzony przez Alfreda Tarskiego miał na celu wykazanie rozstrzygalności geometrii euklidesowej. Ostatecznie rozstrzygalność tego modelu została udowodniona przez Wandę Szmielew.

## Podejście współczesne
Pojęcia pierwotne ze swej natury nie są formalnie definiowane w języku danej teorii, są po prostu symbolami, których własności opisują aksjomaty, założenia budujące podwaliny tej teorii matematycznej. Można jednak stworzyć tzw. model tej teorii, to znaczy zdefiniować takie obiekty matematyczne, które podstawione jako pojęcia pierwotne spełniają wszystkie jej aksjomaty (pewniki Euklidesa, czy aksjomaty Hilberta). Aby obiekty te dało się zdefiniować, model musi opierać się na pojęciach spoza modelowanej teorii.
Takim powszechnie dziś przyjmowanym modelem geometrii euklidesowej jest tzw. przestrzeń kartezjańska opierająca się na aparacie analizy matematycznej.
Przestrzeń kartezjańska jest szczególnie wygodnym modelem przestrzeni euklidesowej, gdyż pozwala na sprowadzenie wszelkich twierdzeń geometrycznych do postaci liczbowej, co zwykle upraszcza dowodzenie.
Podejście, w którym aksjomaty Euklidesa można udowodnić jako twierdzenia, nosi nazwę geometrii analitycznej. W ten sposób w ujęciu geometrii syntetycznej prosta jest pojęciem pierwotnym, w geometrii analitycznej definiuje się ją z kolei jako zbiór punktów spełniających pewne równanie. W poniższej tabelce porównane są interpretacje pojęć w aksjomatyce przestrzeni euklidesowej i w przestrzeni kartezjańskiej; dla uproszczenia zagadnienie rozpatrywane jest w geometrii płaszczyzny.
| Pojęcie                                      | Interpretacja geometrii syntetycznej | Interpretacja w przestrzeni kartezjańskiej                     |
| -------------------------------------------- | ------------------------------------ | -------------------------------------------------------------- |
| punkt                                        | pojęcie pierwotne                    | para uporządkowana liczb rzeczywistych                         |
| prosta                                       | pojęcie pierwotne                    | zbiór par liczb rzeczywistych spełniających określone równanie |
| relacja incydencji („punkt leży na prostej”) | pojęcie pierwotne                    | współrzędne punktu spełniają równanie prostej                  |
| aksjomaty (Euklidesa, Hilberta, itp.)        | spełnione jako aksjomaty             | spełnione na mocy dowodów                                      |
| dowodzenie twierdzeń                         | w oparciu o aksjomaty                | w oparciu o metody geometrii analitycznej                      |

Współcześnie termin „przestrzeń euklidesowa” oznacza zwykle jej model w postaci przestrzeni kartezjańskiej. Należy jednak pamiętać, że istnieją również inne, również bardziej abstrakcyjne przestrzenie o geometrii euklidesowej.